# Skeppsholmen, Sibbo
För andra betydelser, se Skeppsholmen (olika betydelser).
Skeppsholmen är en ö i Finland. Den ligger i Finska viken och i kommunen Sibbo i den ekonomiska regionen  Helsingfors i landskapet Nyland, i den södra delen av landet. Ön ligger omkring 27 kilometer öster om Helsingfors.
Öns area är 4 hektar och dess största längd är 410 meter i sydväst-nordöstlig riktning. Ön höjer sig omkring 15 meter över havsytan.